# Dana Lustig
Dana Lustig, född år 1963 i Israel, är en regissör, filmproducent och manusförfattare som är verksam i USA.

## Filmografi i urval
- 1996 – Power 98
- 1999 – Black and White
- 2001 – Kill Me Later
- 2002 – Heartbreak Hospital
- 2005 – Brick